# San Gavino Monreale
San Gavino Monreale é uma comuna italiana da região da Sardenha, na província da Sardenha do Sul, com cerca de 9.460 habitantes. Estende-se por uma área de 87 km², tendo uma densidade populacional de 109 hab/km². Faz fronteira com Gonnosfanadiga, Pabillonis, Sanluri, Sardara, Villacidro.

## Demografia
| Variação demográfica do município entre 1861 e 2011                               |
|                                                                                   |
| Fonte: Istituto Nazionale di Statistica (ISTAT) - Elaboração gráfica da Wikipedia |